# Richard Boone
Richard Boone, nascut Richard Allen Boone, (Los Angeles, Califòrnia, 18 de juny de 1917 − Saint Augustine, Florida, 10 d'octubre de 1981) va ser un actor estatunidenc.

## Biografia
Figura secundària del cinema americà dels anys 1950 i 1960, Richard Boone (descendent de l'explorador Daniel Boone) passeja la seva sòlida figura en nombroses pel·lícules com El Alamo, del seu amic John Wayne, que retrobarà diverses vegades (Big Jake, L'últim dels gegants) o en El compromís amb Kirk Douglas. Va ser igualment molt present en la televisió; se'n pot citar la sèrie western Hec Ramsey, així com Com en ple dia, en què interpretava el paper d'un actor que esdevé cec.

## Filmografia
Filmografia:
- 1950: Okinawa, de Lewis Milestone
- 1951: The Desert Fox: The Story of Rommel de Henry Hathaway
- 1952: Kangaroo, de Lewis Milestone
- 1952: Martín el gautxo (Way of a Gaucho), de Jacques Tourneur
- 1952: Red Skies of Montana, de Joseph M. Newman
- 1952: Return of the Texan, de Delmer Daves
- 1953: Beneath the 12-Mile Reef, de Robert D. Webb
- 1953: Man on a Tightrope d'Elia Kazan
- 1953: La túnica sagrada (The Robe) de Henry Koster: Ponç Pilat
- 1954: Dragnet, de Jack Webb
- 1954: The Siege at Red River, de Rudolph Maté
- 1955: Deu fugitius (Ten wanted men), d'H. Bruce Humberstone
- 1955: El gran ganivet (The Big Knife), de Robert Aldrich
- 1955: Man without a Star, de King Vidor
- 1956: Xafarranxo de combat (Away All Boats) de Joseph Pevney
- 1957: Lizzie, d'Hugo Haas
- 1958: I Bury the Living d'Albert Band
- 1960: El Álamo, de John Wayne
- 1961: A Thunder of drums, de Joseph M. Newman
- 1964: Rio Conchos, de Gordon Douglas
- 1965: The War Lord, de Franklin J. Schaffner
- 1967: Hombre, de Martin Ritt
- 1968: The Night of the Following Day, actor i codirector amb Hubert Cornfield
- 1969: The Kremlin Letter, de John Huston
- 1969: El compromís (The Arrangement), d'Elia Kazan
- 1970: Madron de Jerry Hopper
- 1971: Big Jake, de George Sherman i John Wayne
- 1976: Diamante Lobo, de Frank Kramer
- 1976: The Shootist, de Don Siegel
- 1977: The Last Dinosaur, d'Alexander Grasshoff i Shusei Kotani
- 1978: La gran dormida, de Michael Winner
- 1979: L'hivern assassí (Winter Kills), de William Richert

## Premis i nominacions

### Nominacions
- 1955: Primetime Emmy al millor actor en sèrie de televisió per Medic
- 1959: Primetime Emmy al millor actor en sèrie dramàtica per Have Gun - Will Travel
- 1960: Primetime Emmy al millor actor en sèrie dramàtica per Have Gun - Will Travel
- 1964: Primetime Emmy al millor actor en sèrie dramàtica per The Richard Boone Show